# Brabejum stellatifolium
Brabejum es un género monotípico de árbol perteneciente a la familia de las proteáceas. Su única especie: Brabejum stellatifolium, es un endemismo de Sudáfrica.

## Características
Es un árbol de hoja perenne. Crece hasta unos 15 metros de altura, pero tiene grandes ramas extendidas y un hábito en expansión. La corteza es lisa de color marrón grisáceo moteado y atractivo. Las hojas verdes, coriáceas son dentadas y lanceoladas, aparecen en rosetas de seis, a intervalos a lo largo de los tallos, e irradian hacia fuera de la rama como una estrella. Las hojas jóvenes son suaves, aterciopelados y doradas. Las pequeñas flores son blancas y perfumadas, aparecen en verano, en racimos densos.
Las frutas con un aspecto similar a la nuez o a las almendras y crecen en racimos en las puntas de las ramas. Los frutos jóvenes son de un atractivo color magenta o lila-morado y maduro con el típico color marrón más tarde en el verano. Los frutos son de corta duración, germinan rápidamente y con frecuencia se dispersan por los ríos.

## Distribución
El área de distribución natural de estos árboles se limita al fynbos del Cabo, Sudáfrica. Aquí están en un hábitat local de los afro-bosques montanos. Prefieren las zonas húmedas, y por lo general se producen cerca de los arroyos en valles protegidos y en las laderas de las montañas más bajas. En Ciudad del Cabo todavía son abundantes en la vertiente oriental de la Montaña de la Mesa, a pesar de que grandes cantidades fueron talados de esta área para dar paso a las plantaciones de pinos. Sin embargo, a pesar de su limitado alcance, esta especie no está amenazada.
La presencia natural de estos árboles en Sudáfrica es de gran interés para los biólogos. Esto se debe a que Brabejum no tiene parientes cercanos en África - en la gran familia de Proteaceae su pariente más cercano es el árbol de Macadamia de Australia y Nueva Caledonia. Sus otros parientes más lejanos del mismo modo sólo existen en Australia y América del Sur. De hecho, no sólo esta especie es única en el género Brabejum, es también el único miembro de su sub-familia en África (las proteas que lo rodean en el sur de África son parientes relativamente distantes).

## Cultivo
Este es un árbol de relativamente rápido crecimiento y no es adecuado para el jardín pequeño. Tiene una tendencia a extenderse hacia los lados y puede ser utilizado para formar una impenetrable cobertura. Si bien podado, puede formar un árbol de buena forma. Dondequiera que las ramas laterales se cortan, más ramas crecerán desde abajo del corte, por lo que se forma fácilmente en una buena pantalla. Los árboles más viejos forman una selva de ramas enredadas gigantes y de ramas en expansión.
Brabejum se propaga mejor por semilla. Los frutos secos pueden simplemente ser empujado al suelo tal como son, y germinan tan pronto como están en el suelo húmedo. Sin embargo, las semillas no sobreviven mucho tiempo si no pueden germinar o si se secan. Asegúrese de que las plántulas obtengan agua suficiente en sus primeros años, de preferencia mediante la plantación de ellos en un lugar húmedo o sombrío, como una orilla del río.

## Taxonomía
Brabejum stellatifolium fue descrito por Carlos Linneo y publicado en Species Plantarum 1: 121. 1753.

## Galería

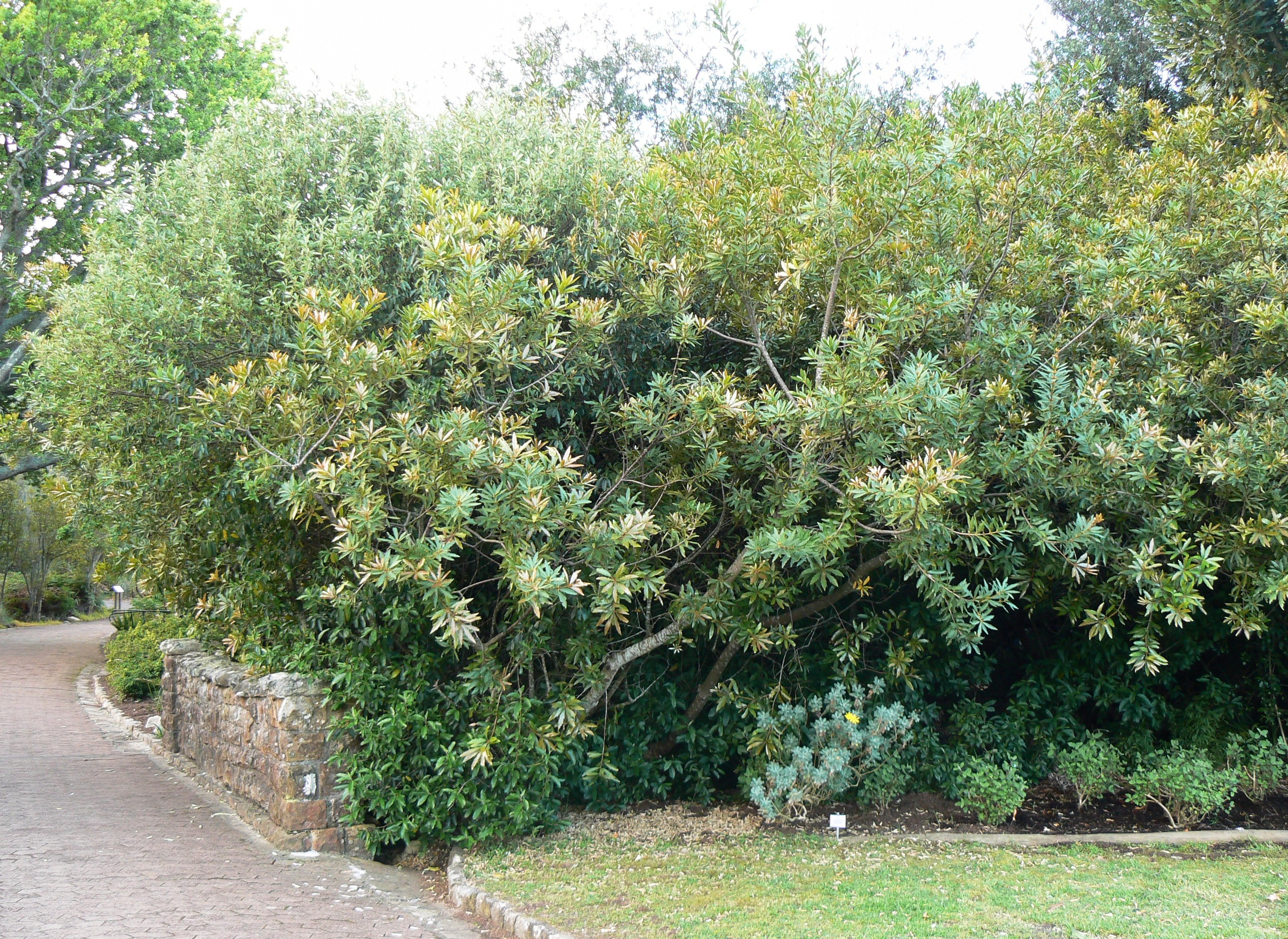
Brabejum como cobertura en Ciudad del Cabo.
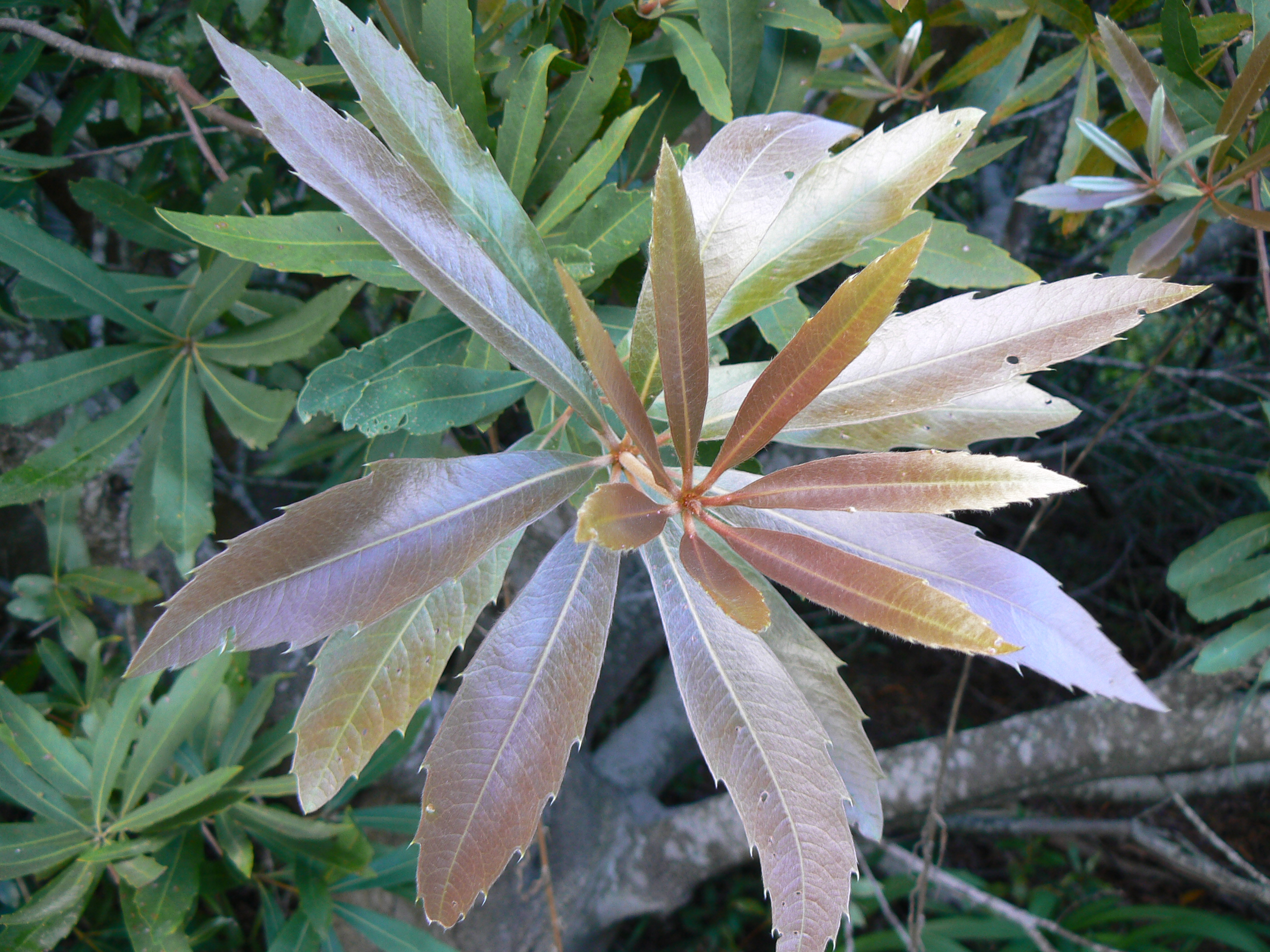
Nueva hojas de terciopelo y doradas.
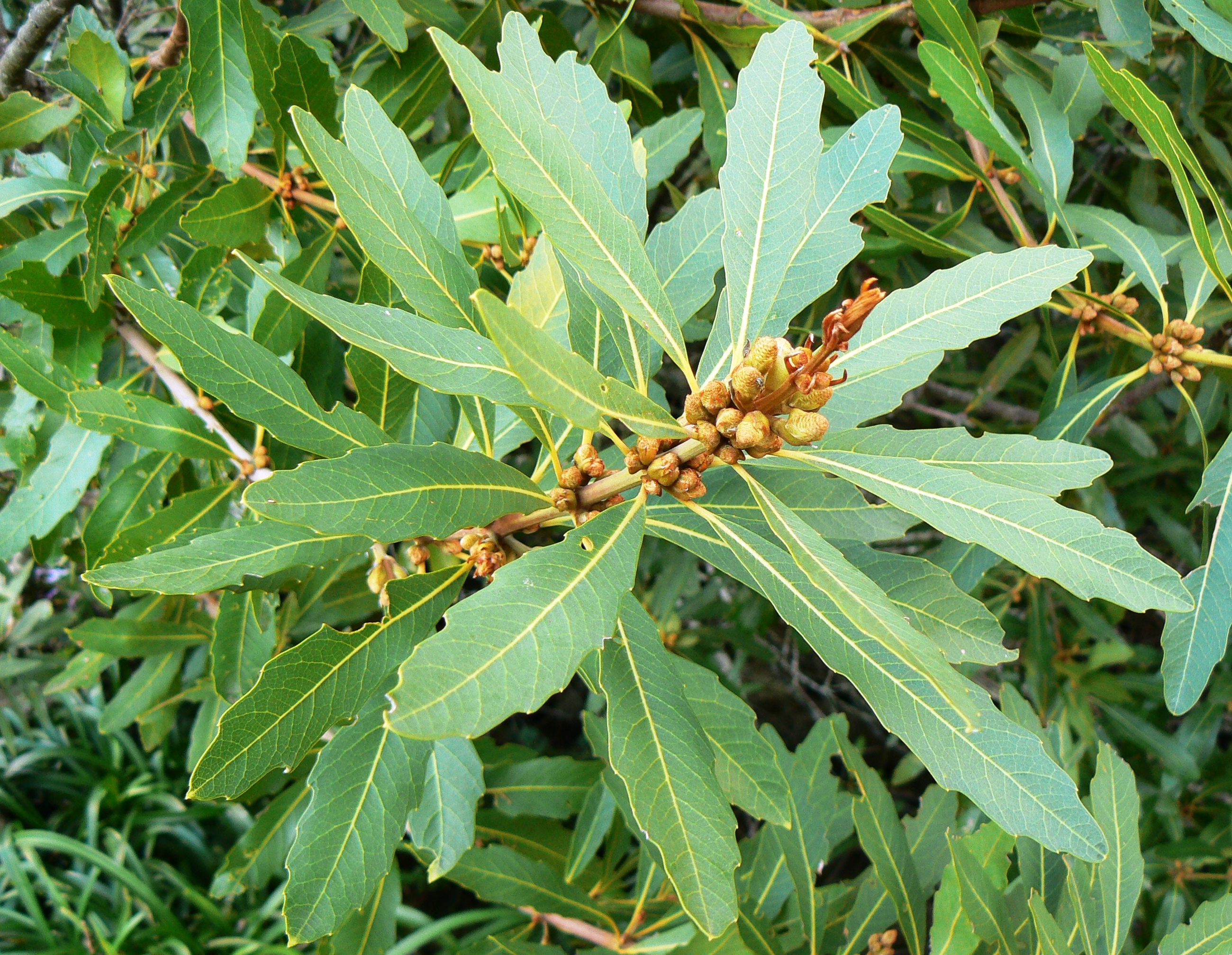
Detalle de las rosetas de hojas.
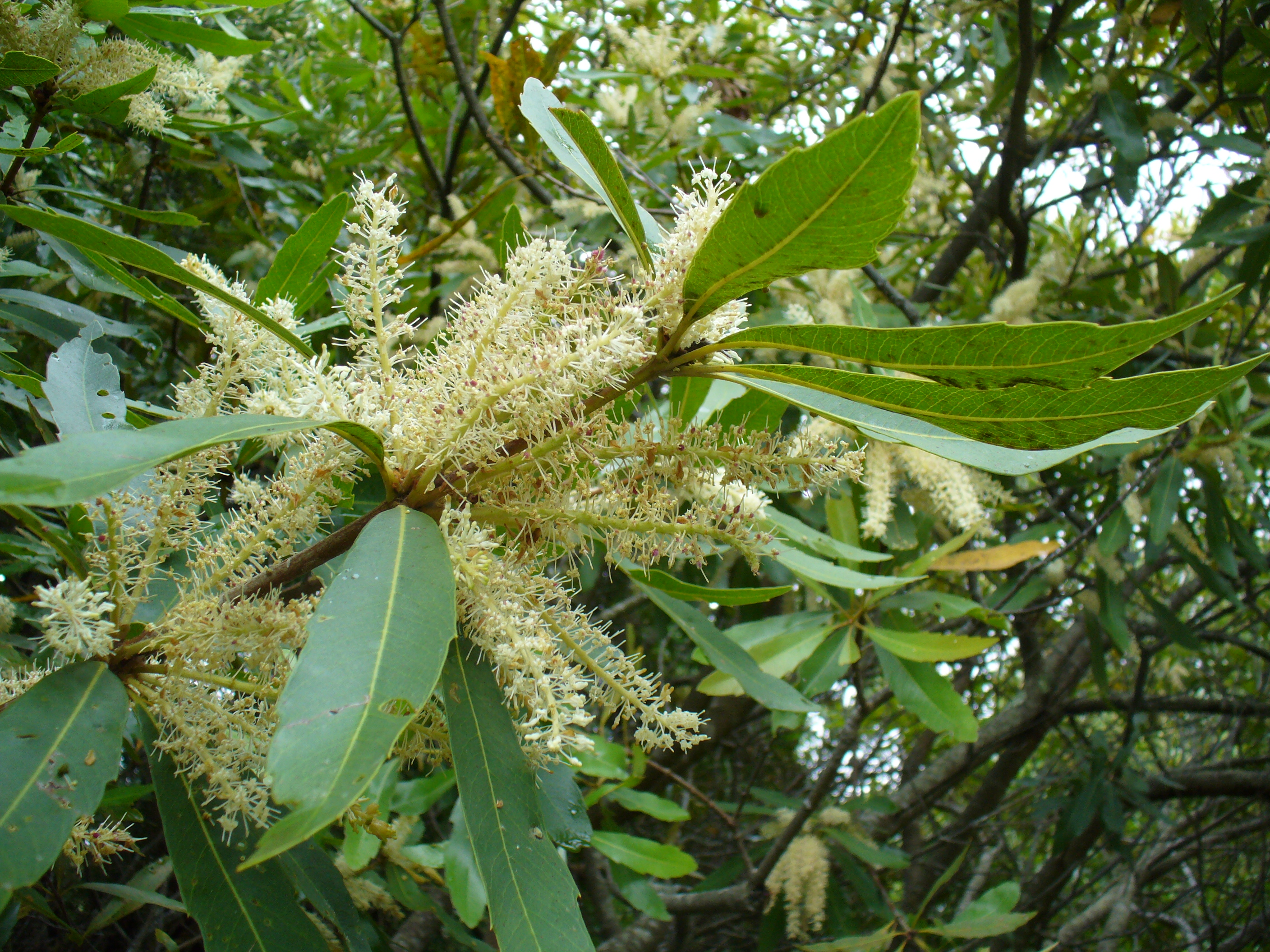
Ramilletes de flores blancas pedrfumadas.
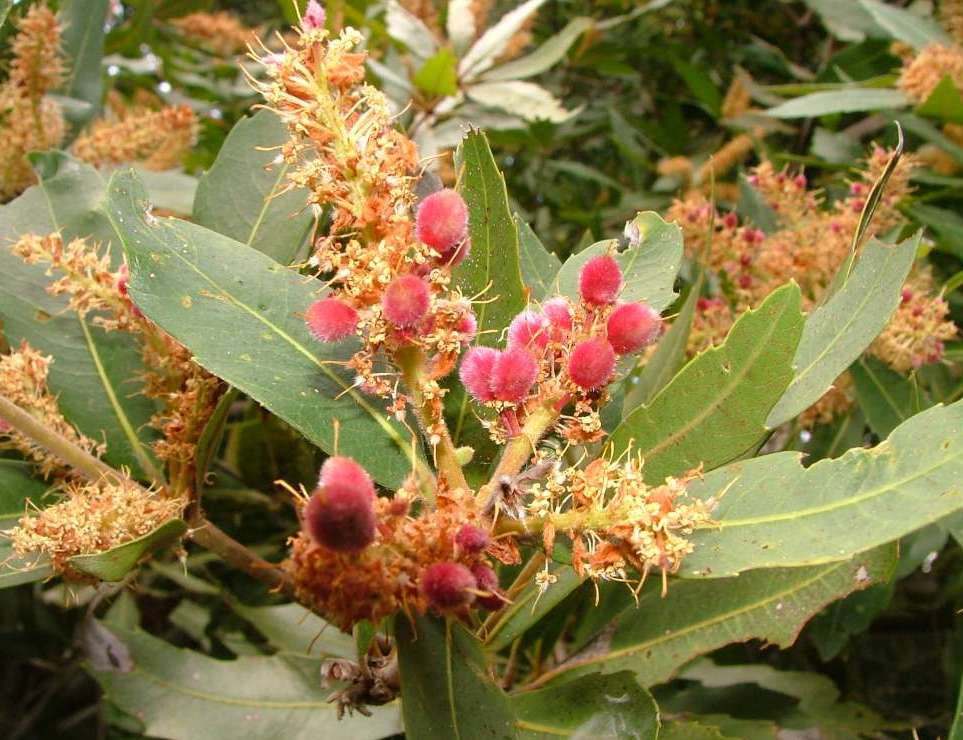
Nueces jóvenes de colores brillantes
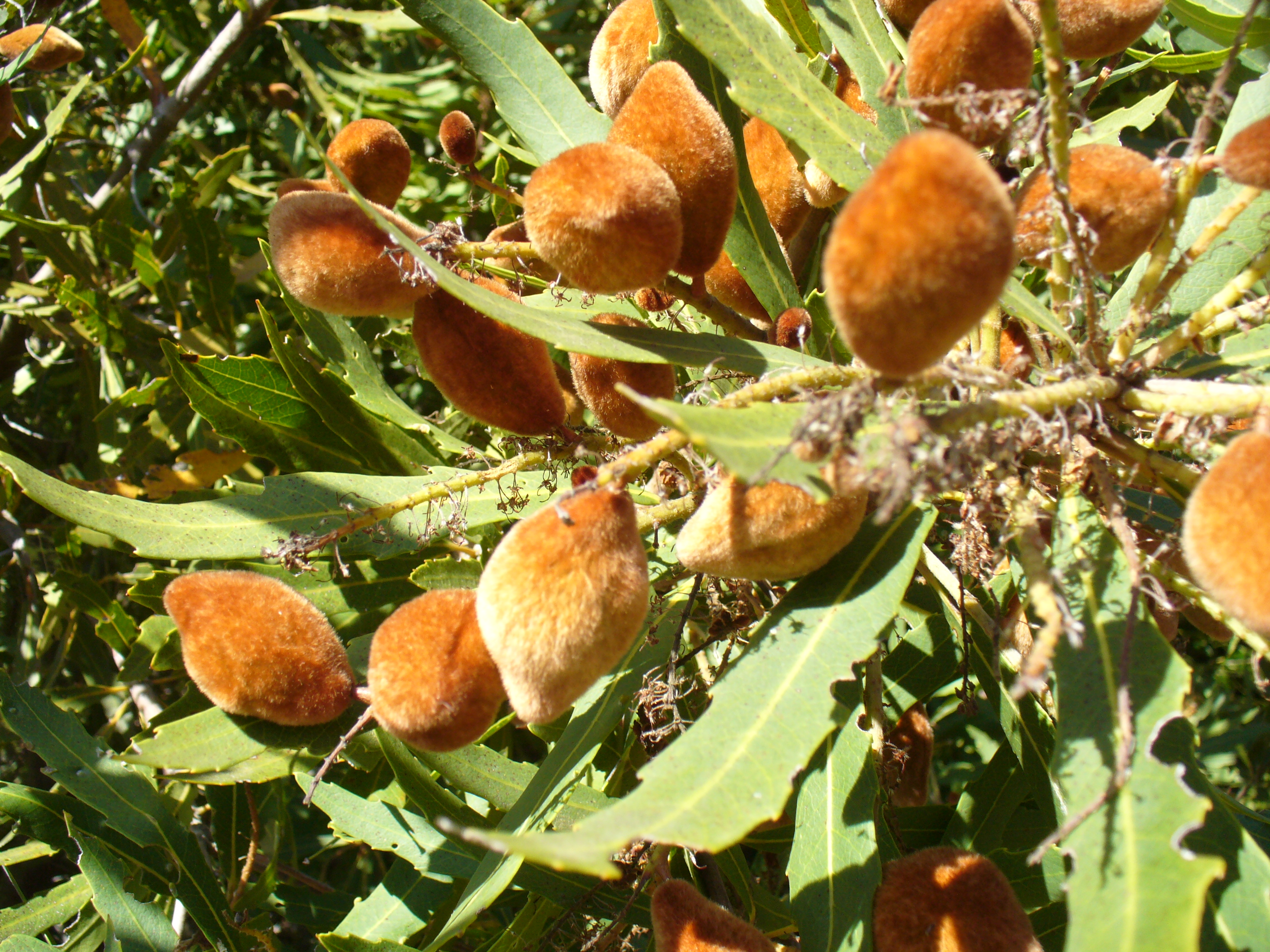
Frutos no comestibles, muy a preciados por los puercoespines
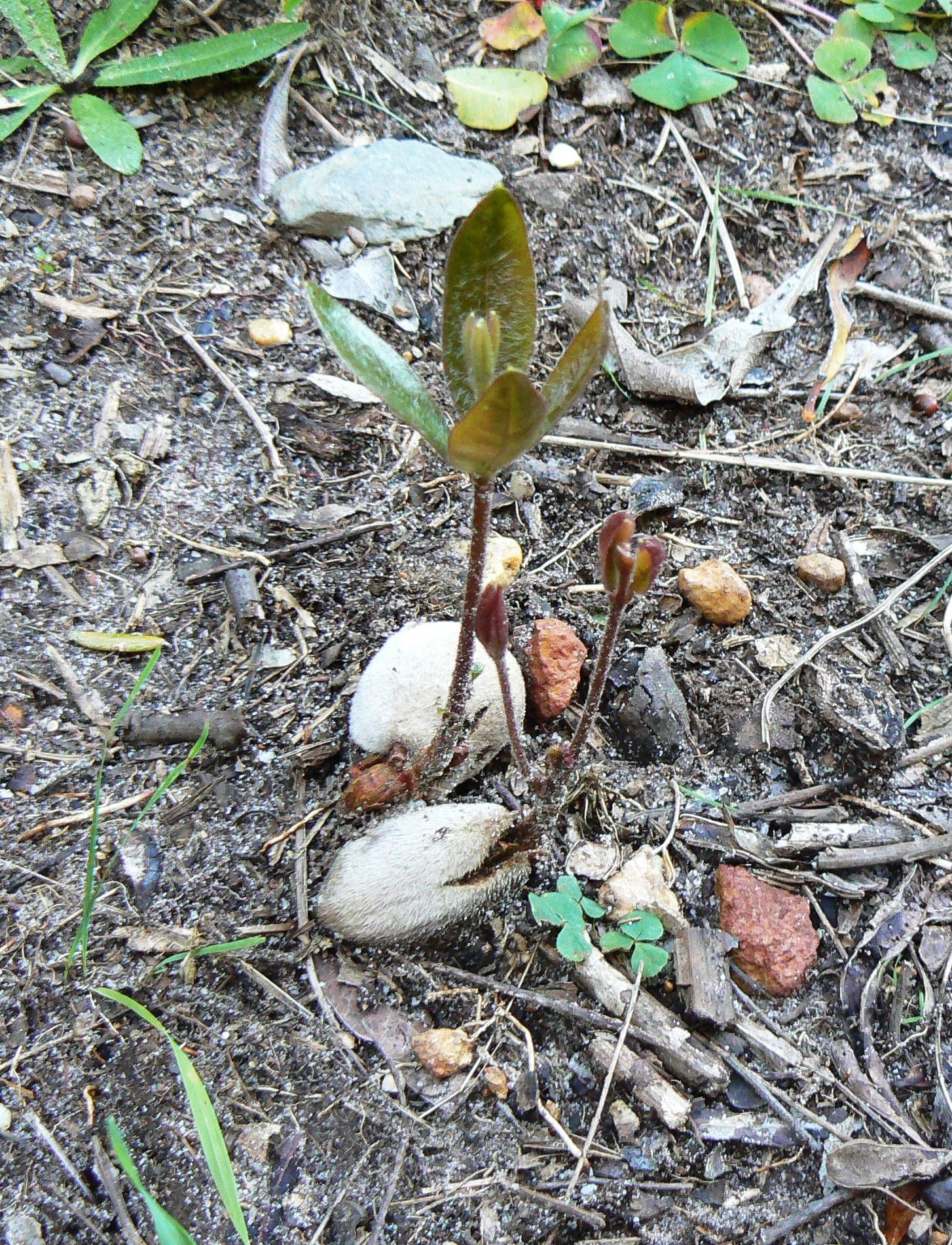
Semillas germinando en zona húmeda y sombreada.
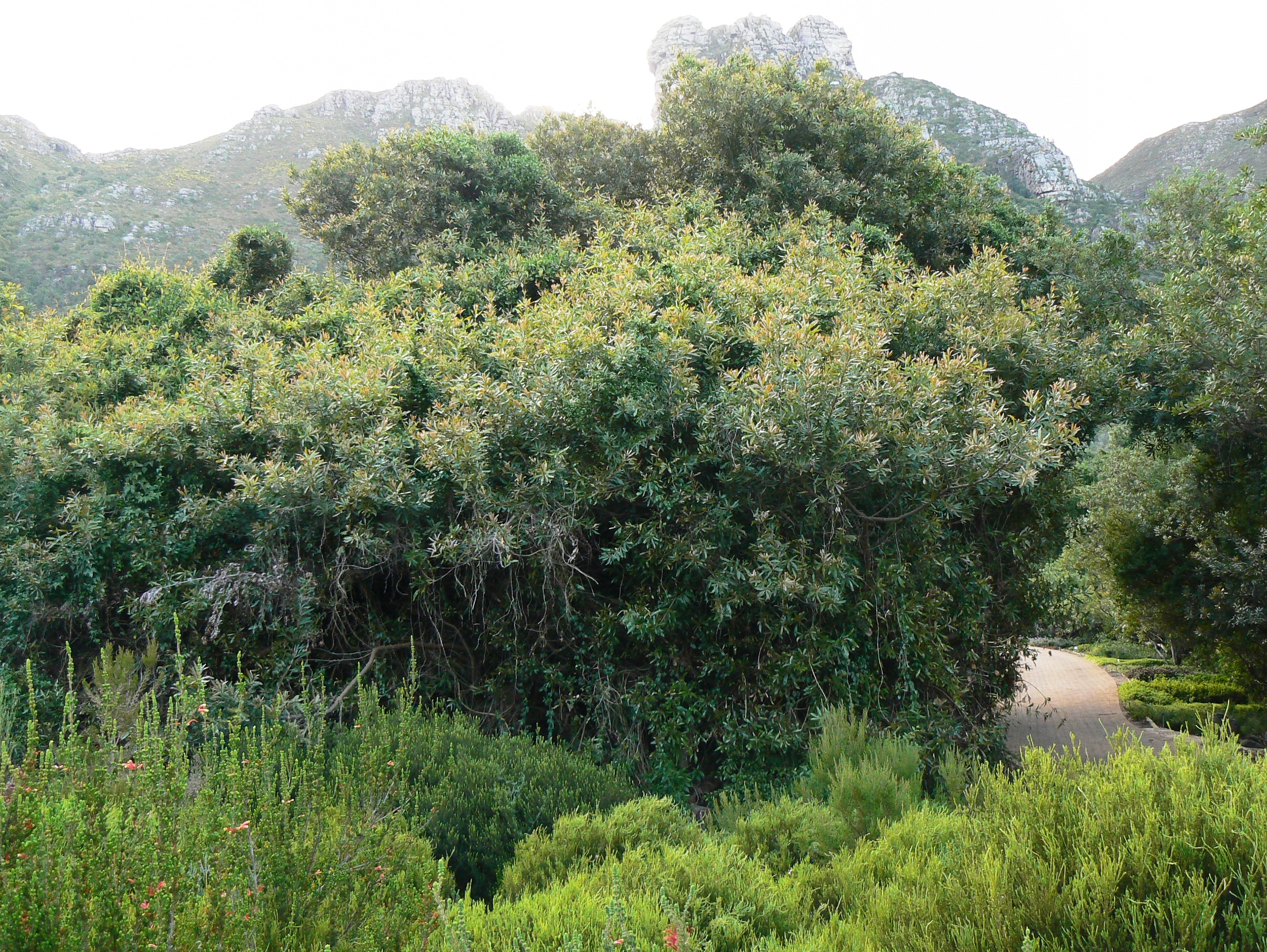
Maleza creciendo en las laderas de Montaña de la Mesa.
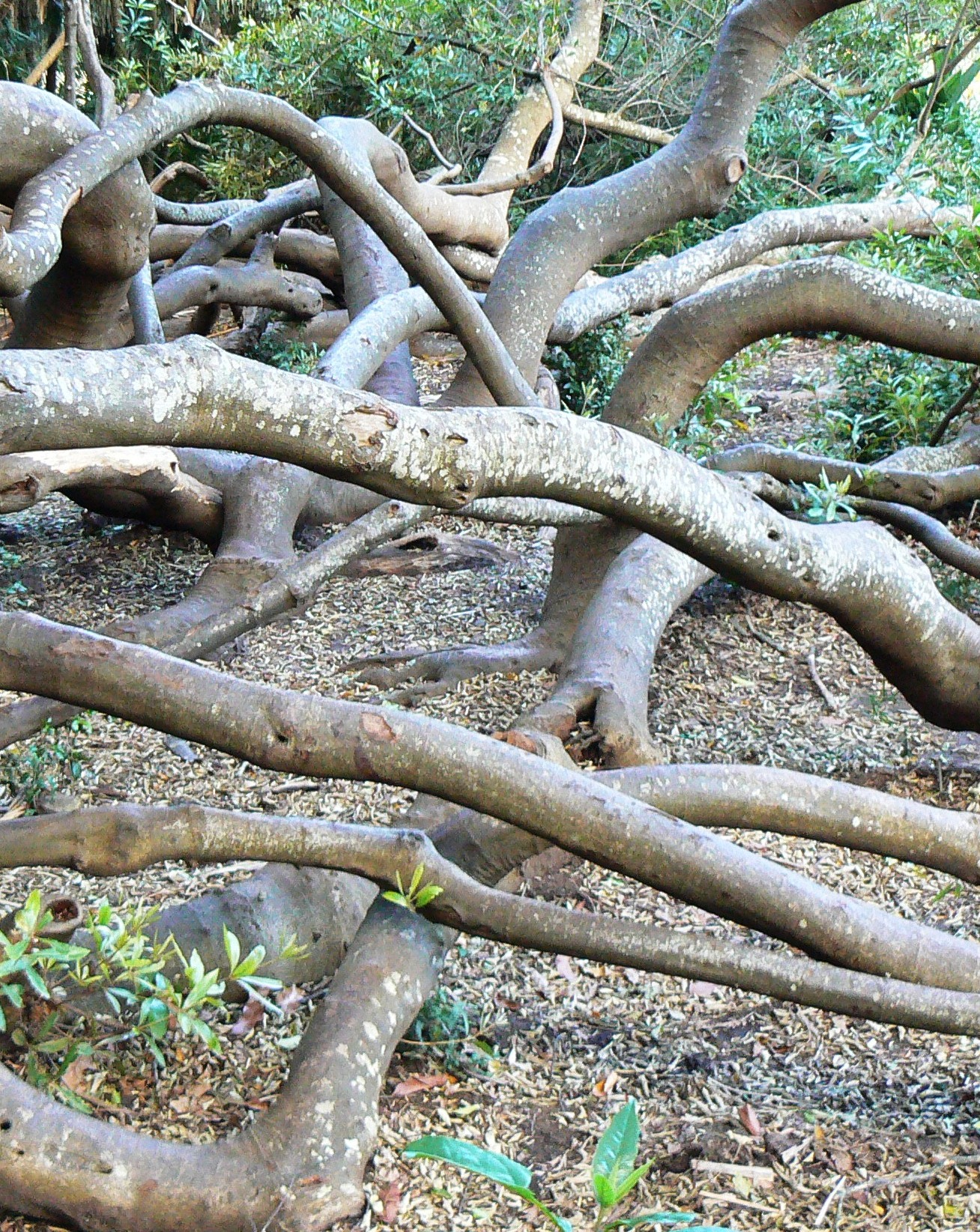
Por debajo de su dosel, los árboles viejos forman selvas de troncos enredados.
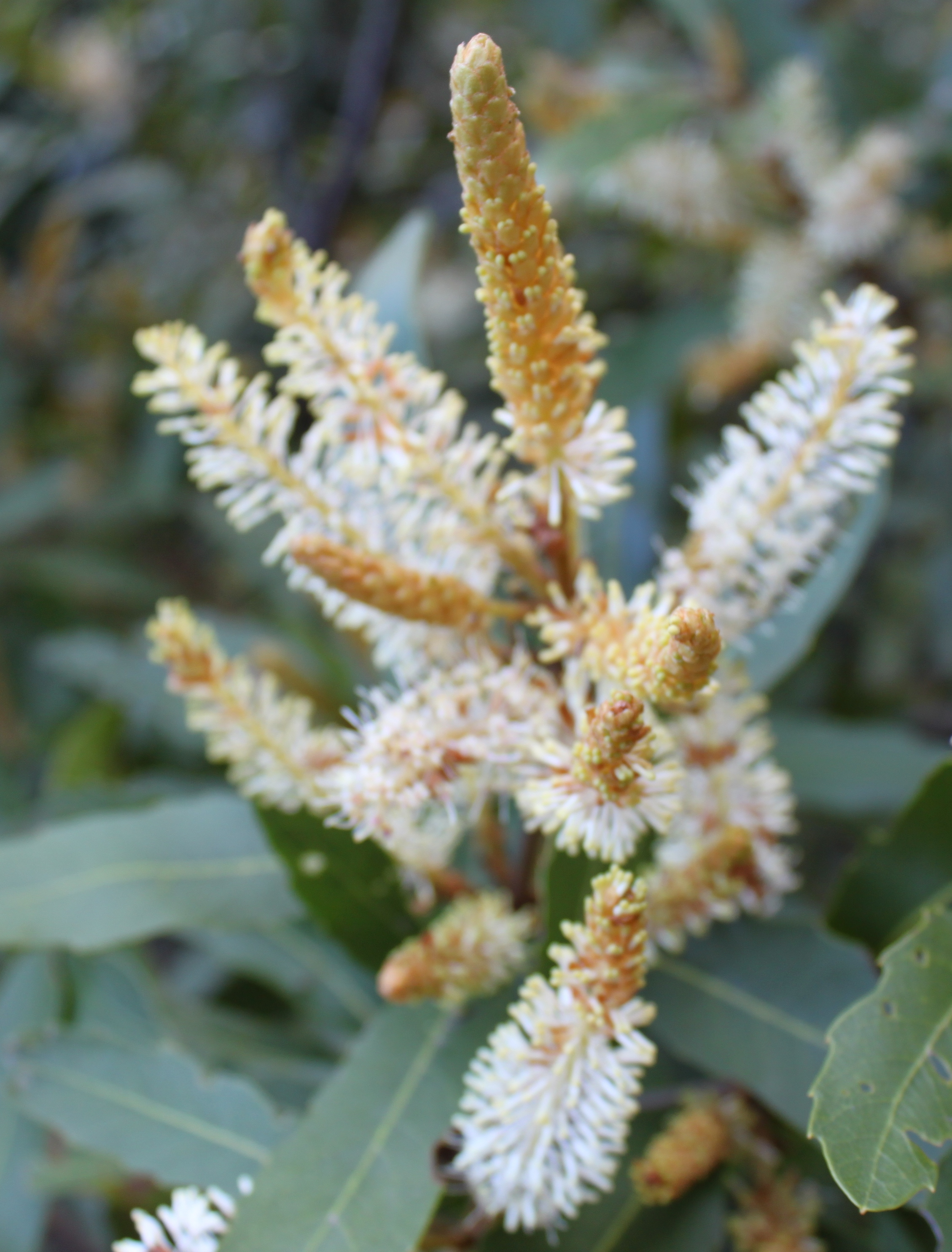
Detalle de la inflorescencia.